# Pedro Juan Carlos Vásquez
Pedro Juan Carlos Vásquez (Buenos Aires, 17 de septiembre de 1890 - 30 de agosto de 1970) fue un político argentino.

## Cargos públicos
- Miembro del Concejo Deliberante de la Ciudad de Buenos Aires, (1916/17);  *Integrante del Directorio de la Caja de Ahorros de la Provincia de Buenos Aires, (1917/18);
- Diputado a la Legislatura de la misma Provincia, (1919/20) y (1921/24);
- Cónsul General en el Perú (1920/21);
- Diputado Nacional por la Provincia de Buenos Aires, (1924/28); (1928/30; (1938/42); (1942/43).

Fue tesorero del Banco de la Provincia de Buenos Aires en el Partido de General Sarmiento (1909/15). Como Diputado de la Nación ocupó el cargo de Presidente de las Comisiones de Presupuesto y Hacienda y de la Guerra y Marina. 
Tuvo una dilatada carrera pública y política en la Unión Cívica Radical bonaerense en el Distrito de Gral. Sarmiento. Afiliado al Radicalismo desde joven se sumó a la defensa y promoción de los más altos intereses cívicos de la Nación que propugnaba la Unión Cívica Radical en pos de la democratización y modernización de las instituciones argentinas y el reconocimiento de la soberanía popular a través de la pureza del sufragio, lográndose ese objetivo en 1912 con la sanción de la Ley Sáenz Peña, lo que permitió que en 1916 se eligiera por el voto del pueblo el primer gobierno democrático y republicano argentino de don Hipólito Yrigoyen del partido radical. 
Luego de ocupar distintos cargos públicos llegó a la Cámara de Diputados de la Nación en 1924 durante el gobierno de Marcelo Torcuato de Alvear también del partido radical; reelecto en 1928 respondiendo a la fracción personalista hasta 1930 en que se produjo el golpe de Estado militar contra Hipólito Yrigoyen por el general José F. de Uriburu con el respaldo pleno del Partido conservador, y si bien este albergaba a su interior una fracción más legalista, el golpe conservador de 1930 era de inocultable raíz fascista.